# Morenelaphus
Morenelaphus is een geslacht van uitgestorven hertachtigen uit de Capreolinae dat leefde tijdens het Pleistoceen in Zuid-Amerika.

## Vondsten
Het geslacht Morenelaphus omvat twee soorten: de typesoort M. brachyceros (Gervais & Ameghino, 1880) en M. lujanensis (Ameghino, 1888). Fossielen van beide soorten dateren uit de South American Land Mammal Ages Bonaerian (Midden-Pleistoceen) en Lujanian (Laat-Pleistoceen). Vondsten zijn gedaan in Argentinië, Uruguay, Paraguay en zuidelijk Brazilië.

## Kenmerken
Morenelaphus was een klein tot middelgroot hert met een geschat gewicht van circa vijftig kilogram. Het gewei was groot en S-vormig. Morenelaphus bewoonde open en halfopen gebieden.